# سن لوپو
سن لوپو (به ایتالیایی: San Lupo) یک کومونه در ایتالیا است که در استان بنونتو واقع شده‌است.

## خصوصیات
سن لوپو ۱۵٫۲ کیلومترمربع مساحت و ۸۴۵ نفر جمعیت دارد و ۵۰۰ متر بالاتر از سطح دریا واقع شده‌است.